# Harlington Shereni
Harlington Shereni (Chiredzi, 6. srpnja 1975.) je bivši zimbabveanski nogometaš.

## Karijera

### Klupska karijera
Shereni je svoju profesionalnu karijeru započeo 1998. godine u klubu Dynamos iz svog rodnog grada Hararea. Nakon svega jedne sezone, igrač odlazi u Europu, preciznije u švicarski klub SR Delémont.
Godine 2003. odlazi u francuski klub Istres, da bi godinu potom potpisao za Guingamp. 
U Guingampu je Shereni proveo tri godine. Prije kraja sezone 2006./07. klub ga je obavijestio da neće produžiti ugovor s njime te se igrač spremio za odlazak iz kluba. Ta vijest veoma je razočarala navijače kluba koji su obožavali Sherenija, jer je tri godine bio važan igrač na sredini terena. Samo nekoliko dana prije nego što je ugovor istekao, Shereni je izjavio da će potpisati novi jednogodišnji ugovor zbog ljubavi prema klubu i navijačima.
Uprava kluba smatrala je da nije potrebno odmah sastaviti novi ugovor jer su vjerovali Shereniju "na riječ". Poslije, nakon svega tjedan dana, Nantes je izjavio da je Harlington Shereni potpisao ugovor za njih kao slobodan igrač. Taj potez razočarao je mnoge navijače Guingampa, koji su počeli sumnjati u igračevu lojalnost prema klubu.
Došavši u Nantes, Shereni je jednu sezonu proveo u klubu, da bi drugu bio posuđen Strasbourgu. Nakon posudbe, igrač je vraćen u matični klub u kojem je 2010. godine okončao igračku karijeru.

### Reprezentativna karijera
S reprezentacijom Zimbabvea je 2004. godine nastupao na Afričkom Kupu nacija, gdje je Zimbabve ispao već u skupini, zauzevši posljednje mjesto, iza Egipta, Alžira i Kameruna.
Dana 29. svibnja 2008. godine Harlington Shereni je prvi puta nakon tri godine reprezentativnog izbivanja, uvršten na popis reprezentativaca Zimbabvea za utakmicu protiv Gvineje 1. lipnja iste godine.
Shereni se od reprezentacije oprostio u listopadu 2008. godine.

## Vanjske poveznice
- I have faced football greats — Shereni